# 女同性戀文學

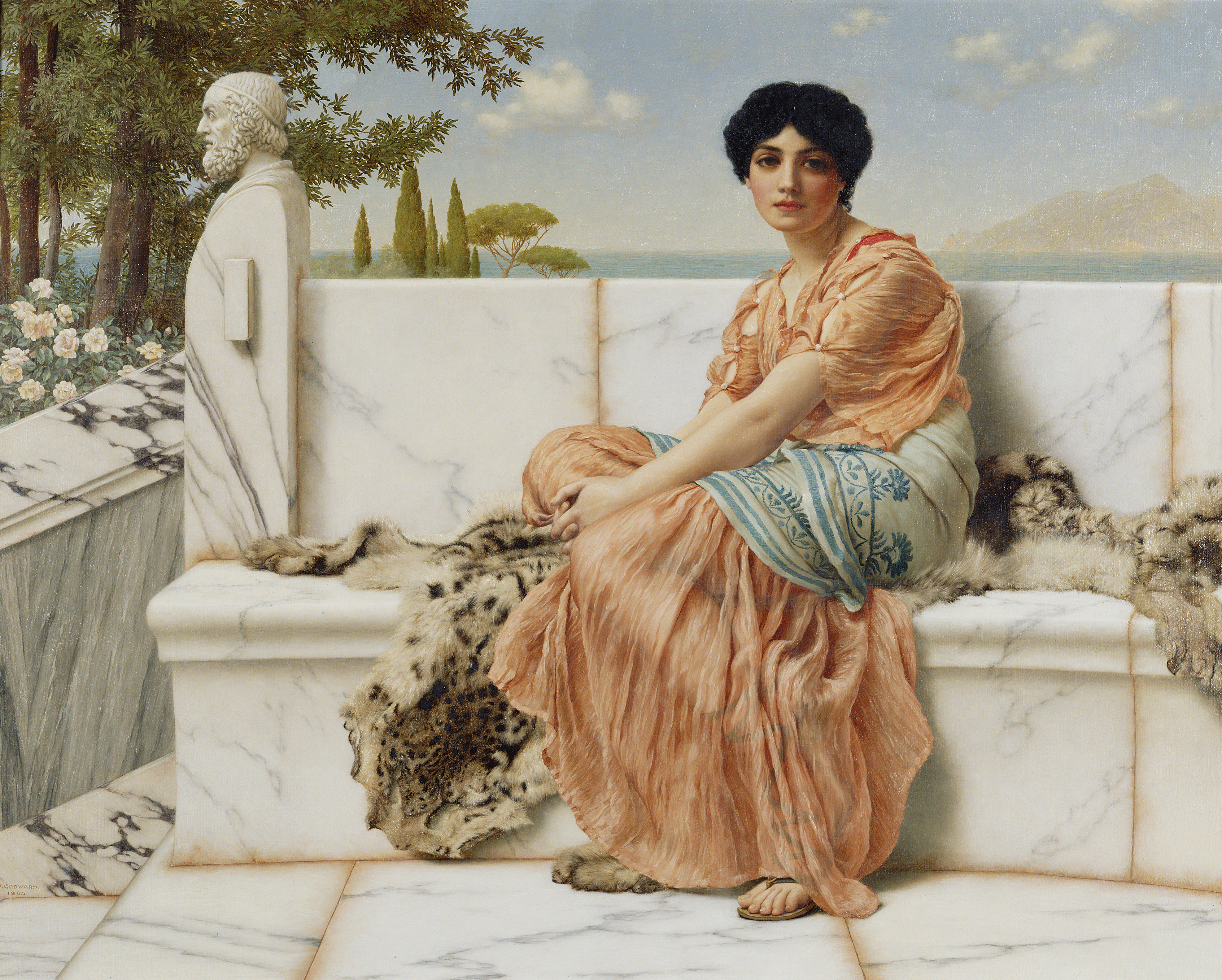
Sappho of Lesbos, depicted in a 1904 painting by John William Godward

女同性戀文學（Lesbian literature）為有關女性同性情慾書寫，以及女性同志身份認同的文學作品，其類型涵蓋詩歌、散文、戲劇，以及各種文類的小說。

## 古典文學
歷史上有名的女性同性情愛文學作品為古希臘女性詩人莎芙的詩歌。莎芙寫過不少抒發對女性愛情的抒情诗，以及她們出嫁時的婚歌，其詩歌大部分已散軼，僅有少數幾首流傳下來。莎芙在其作品〈Ode to Aphrodite〉中，還向希臘神話中代表愛情、美麗與性慾的女神阿芙蘿黛蒂求感情姻緣:64。
至於展現女性親密情誼的中國文學古典作品，有女冠（女性道士）魚玄機的〈贈隣女〉詩，為向同食共寢的隣女采蘋表達情意之作。清朝詞人吳藻喜好女扮男裝，以詞作表達攜行青樓才女青林的豔情。有人認為南梁女詩人劉令嫻寫給謝娘的《摘同心梔子贈謝娘因附此詩》說的是兩女子之間的情愫，「梔子」音諧「知子」，意為結子同心，在南朝民歌中多指戀人。
李渔的劇作〈憐香伴〉，敘曹語花、崔箋雲兩位女旦角「因不想分開而共嫁一夫」的情節，劇中書寫女子間的親密情誼。蒲松齡在短篇小說《聊齋誌異》〈封三娘〉一文突顯范十一娘與封三娘的思戀情懷。
明代兰陵笑笑生的《金瓶梅》与《隔帘花影》都有女同性恋的叙述。
明末清初李渔所著《怜香伴》中的雀笺云和曹语花、清代曹雪芹《红楼梦》中的蔷官和蕊官、蒲松龄的《聊斋志异》中的封三娘和范十一娘，都是对女同性恋的描写。
另外清朝時期，廣東自梳女結拜金兰（契相知）的習俗流傳出多首相處、相思、相怨的歌謠。在女書流行的地區如道縣，形成結拜為姊妹的行客。行客中有些感情最深的發展成為戀愛關係，其作品稱為「行客歌」。

## 現代文學
二十世紀第一本英語女同性戀小說，是瑞克里芙·霍爾的《寂寞之井》 (1928) 。到1950-70年代美國有流傳關於女性同性愛情題材的廉價小說（Lesbian pulp fiction），為一種以便宜價錢發表刊登廉價雜誌（或稱「紙漿雜誌」）上的煽情性質小說，安·班農是這方面有名的作者。
70年代以後，受到第二波女性主義的影響，脫離了先前廉價小說的「悲劇煽情」模式，而轉為較具有「政治性格」，以及能為「普羅大眾接受」的小說型態。到了80-90年代，則呈現出多樣化的題材，囊括奇幻、懸疑、科幻、浪漫、視覺文學（graphic novels）和青少年小說等文類。
當代臺灣的「女同志文學」則主要發展於1990年代的同志運動，以及女同志（lesbian）主體認同的建構以後。不過，在此之前也有一些涉及女性間親密情誼的作品。著名的臺灣女同文學作家，有邱妙津、陳雪、張亦絢等等。

## 延伸閱讀
- 矛鋒. . 漢忠文化. 1996.
- 林佩苓. . 秀威資訊. 2015.
- 紀大偉. . 2017: 聯經.
- Claude J. Summers (编). . Routledge. 2002  [2018-01-23]. （原始内容存档于2015-11-19）.
- Terry Castle, The Literature of Lesbianism: A Historical Anthology from Ariosto to Stonewall, Columbia University Press, 2003
- Scott Herring (编). . Cambridge University Press. 2015  [2018-01-23]. （原始内容存档于2015-11-19）.
- Jodie Medd. . Cambridge University Press. 2016.
- Ruth Vanita; Saleem Kidwai. . Palgrave Macmillan. 2000.

## 外部連結
- 九○年代台灣女同志小說研究
- 台灣女同志小說研究
- 萨拉·沃特斯谈女同性恋文学与历史小说（页面存档备份，存于）
- Lesbian Poetry: Because It Didn't End With Sappho（页面存档备份，存于）